# Santa Maria Odigitria dei Siciliani (titre cardinalice)
La diaconie cardinalice de Santa Maria Odigitria dei Siciliani est érigée par le pape Paul VI le 5 mars 1973 sous le nom de Santa Maria d'Itria al Tritone et prend son nom actuel en 1977. Elle est rattachée à l'église Santa Maria d'Itria qui se trouve dans le rione Colonna au centre de Rome.
Bien que diaconie, ce titre a jusqu'à présent été attribué à des cardinaux-prêtres, archevêques de Palerme. 

## Titulaires
| - Salvatore Pappalardo, titre pro illa vice (1973-2006) - Paolo Romeo, titre pro hac vice (2010-) |